# Бала-Пап-Кіяде
Бала-Пап-Кіяде (перс. بالاپاپكياده) — село в Ірані, у дегестані Чаф, у Центральному бахші, шагрестані Лянґаруд остану Ґілян. За даними перепису 2006 року, його населення становило 522 особи, що проживали у складі 170 сімей.

## Клімат
Середня річна температура становить 14,90 °C, середня максимальна – 28,52 °C, а середня мінімальна – 0,99 °C. Середня річна кількість опадів – 1147 мм.
| Клімат поселення                              | Клімат поселення | Клімат поселення | Клімат поселення | Клімат поселення | Клімат поселення | Клімат поселення | Клімат поселення | Клімат поселення | Клімат поселення | Клімат поселення | Клімат поселення | Клімат поселення | Клімат поселення |
| Показник                                      | Січ.             | Лют.             | Бер.             | Квіт.            | Трав.            | Черв.            | Лип.             | Серп.            | Вер.             | Жовт.            | Лист.            | Груд.            |                  |
| Середній максимум, °C                         | 9,66             | 9,70             | 12,12            | 17,70            | 21,86            | 25,79            | 28,52            | 28,31            | 25,39            | 20,94            | 16,21            | 12,05            |                  |
| Середня температура, °C                       | 5,34             | 5,38             | 7,80             | 13,37            | 17,52            | 21,48            | 24,60            | 24,39            | 21,49            | 17,02            | 12,30            | 8,12             |                  |
| Середній мінімум, °C                          | 0,99             | 1,04             | 3,47             | 9,05             | 13,18            | 17,13            | 20,68            | 20,46            | 17,54            | 13,10            | 8,38             | 4,20             |                  |
| Норма опадів, мм                              | 104              | 87               | 84               | 42               | 44               | 34               | 33               | 61               | 138              | 220              | 169              | 131              |                  |
| Середньомісячна швидкість вітру, м/с          | 2.40             | 2.51             | 2.50             | 2.48             | 2.44             | 2.70             | 2.60             | 2.30             | 2.19             | 2.10             | 2.08             | 2.19             |                  |
| Середньомісячна сонячна радіація, кДж/м²·день | 7072             | 9139             | 11024            | 15435            | 19712            | 21612            | 22173            | 18508            | 15108            | 10774            | 8625             | 6695             |                  |
| --------------------------------------------- | ---------------- | ---------------- | ---------------- | ---------------- | ---------------- | ---------------- | ---------------- | ---------------- | ---------------- | ---------------- | ---------------- | ---------------- | ---------------- |
| Джерело:                                      |                  |                  |                  |                  |                  |                  |                  |                  |                  |                  |                  |                  |                  |